# Campeonato nacional de Estados Unidos 1966
Lista de los campeones del Campeonato nacional de Estados Unidos de 1966:

## Senior

### Individuales masculinos
Fred Stolle vence a  John Newcombe, 4–6, 12–10, 6–3, 6–4

### Individuales femeninos
Maria Bueno vence a  Nancy Richey, 6–3, 6–1

### Dobles masculinos
Roy Emerson /  Fred Stolle vencen a  Clark Graebner /  Dennis Ralston, 6–4, 6–4, 6–4

### Dobles femeninos
Maria Bueno /  Nancy Richey vencen a  Billie Jean King /  Rosie Casals, 6–3, 6–4

### Dobles mixto
Donna Floyd Fales /  Owen Davidson vencen a  Carol Aucamp /  Ed Rubinoff, 6–1, 6–3
| Predecesor: 1965                         | Campeonato nacional de Estados Unidos 1966 | Sucesor: 1967                         |
| Predecesor: Campeonato de Wimbledon 1966 | Grand Slam 1966                            | Sucesor: Campeonato de Australia 1967 |

- Datos: Q2409954